# Ольгопільська волость (Єлисаветградський повіт)
Ольгопільська волость — адміністративно-територіальна одиниця Єлисаветградського повіту Херсонської губернії.
Станом на 1886 рік складалася з 12 поселень, 12 сільських громад. Населення — 3150 осіб (1672 чоловічої статі та 1478 — жіночої), 352 дворових господарства.
|                     | Площа, десятин | У тому числі орної, дес. |
| ------------------- | -------------- | ------------------------ |
| Сільських громад    | 3381           | 2277                     |
| Приватної власності | 42527          | 10651                    |
| Казенної власності  | 1              | —                        |
| Іншої власності     | 126            | 60                       |
| Загалом             | 46035          | 12978                    |

Найбільші поселення волості:
- Ольгопіль (Графське) — містечко при річці Громоклії за 86 верст від повітового міста, 589 осіб, 111 дворів, православна церква, 6 лавок, винний склад, ярмарок на Середопісну неділю, базари через 2 тижні по неділях. За версту — поштова станція.
- Крутоярка (Іванівка) — колишнє власницьке село при річці Громоклії, 117 осіб, 19 дворів, лавка.
- Приют (Остен-Сакен) — колишнє власницьке село при річці Богодушній, 171 особа, 21 двір, 2 православні церкви, скит, школа.